# Martin Helmchen
Martin Helmchen (Berlin, 21 juin 1982) est un pianiste allemand.

## Biographie
Martin Helmchen commence ses études de piano à l'âge de six ans. Il est diplômé du Conservatoire de musique Hanns Eisler en tant qu'élève de Galina Iwanzowa et en 2001 de la Hochschule für Musik de Hanovre, étudiant de Arie Vardi. En 2001, il remporte le Concours international de piano Clara Haskil. En 2003, il a remporté le Concours international Kissinger Klavierolymp, en relation avec le festival Kissinger Sommer. En 2006, il reçoit le prix du Crédit Suisse pour ses débuts avec l'orchestre Philharmonique de Vienne, dirigé par Valeri Guerguiev, en interprétant le Concerto pour piano de Robert Schumann au Festival de Lucerne. La même année, il reçoit le prix ECHO Klassik, avec le violoncelliste Danjulo Ishizaka pour leur disque composé d'œuvres de Felix Mendelssohn, César Franck, Benjamin Britten, paru en 2005 chez Sony.
Il a donné des concerts avec l'Orchestre symphonique de San Francisco l'Orchestre philharmonique de Vienne, le Deutsche Symphonie-Orchester Berlin et le Orchestre symphonique de la NHK. Sa spécialité est la musique de chambre, où il joue beaucoup avec les violoncellistes Heinrich Schiff et Marie-Elisabeth Hecker. Parmi d'autres collaborations avec des artistes, citons, Gidon Kremer, Christian Tetzlaff, Sharon Kam, Tabea Zimmermann, Juliane Banse, Julia Fischer, Sabine Meyer et Lars Vogt.
Depuis 2010, Martin Helmchen est professeur associé de musique de chambre à l'Académie Kronberg.
Il est marié à la violoncelliste Marie-Elisabeth Hecker.

## Prix
- 2001 : lauréat du Concours international de piano Clara Haskil
- 2003 : Concours international Kissinger Klavierolymp
- 2006 : prix ECHO Klassik, pour l'enregistrement avec Danjulo Ishizaka (violoncelle) paru en 2005 chez Sony (Felix Mendelssohn, César Franck, Benjamin Britten)
- 2006 : prix du Crédit suisse.

## Discographie
Le premier disque avec orchestre de Helmchen est publié en 2007 (par Pentatone où il enregistre en exclusivité), avec les concertos pour piano de Mozart. Son premier disque en solo, composé d'œuvres de Schubert, est publié l'année suivante. 
- Mozart - Concertos pour piano n° 13 & 24 - Martin Helmchen, piano ; Netherlands Chamber Orchestra, dir. Gordan Nikolić (avril 2007, SACD Pentatone PTC 5186305) (OCLC 166403116).
- Schubert - Sonate pour piano ; 6 Moments musicaux -  Martin Helmchen, piano (2008, Pentatone PTC 5186329).
- Schubert, Quintette « La Truite » & Variations on Trockne Blumen & Trio avec piano - Martin Helmchen, piano ; Christian Tetzlaff, violon ; Antoine Tamestit, alto ; Marie-Elisabeth Hecker, violoncelle ; Alois Posch, contrebasse ; Aldo Baerten, flûte (août 2008, SACD Pentatone PTC 5186334) (OCLC 310403121).
- Brahms, deux sonates pour clarinette et piano, op. 120 et trio pour piano, clarinette et violoncelle op. 114 - avec Sharon Kam und Gustav Rivinius (2008, Berlin Clasics 0016382 BC)[6] (OCLC 871936042).
- Schumann & Dvořák - Concertos pour piano - Martin Helmchen, piano ; Orchestre philharmonique de Strasbourg, dir. Marc Albrecht (2009, Pentatone PTC 5186333)[7].
- Schubert, Intégrale de l'œuvre pour violon et piano vol. 1 et 2 - Julia Fischer, violon ; Martin Helmchen, piano (2009 et 2010, 2CD Pentatone PTC 5186347 / PTC 5186519 et PTC 5186348)
- Mendelssohn, Concertos pour piano et Rondo brillant - Martin Helmchen, piano ; Antwerp Symphony Orchestra, dir. Philippe Herreweghe (2010, Pentatone PTC 5186366).
- D'Indy - Saint-Saëns - Chausson, Œuvres pour orchestre - Martin Helmchen, piano ; Orchestre de la Suisse Romande, dir. Marek Janowski (juillet 2010, SACD Pentatone PTC 5186357) (OCLC 749880950).
- Chostakovitch, Concertos pour piano, Quintette avec piano -  Paul Beniston, trompette ; dir. Vladimir Jurowski ; Pieter Schoeman et Vesselin Gellev, violons ; Alexander Zemtsov, alto ; Kristina Blaumane, violoncelle (concerts, 23 avril 2008, 25 avril 2009 et 24-25 juin 2010, London Philharmonic Orchestra) (OCLC 726737773)
- Mozart, Concertos pour piano n° 15 & 27. Martin Helmchen, piano ; Netherlands Chamber Orchestra, dir. Gordan Nikolić (janvier 2013, SACD Pentatone PTC 5186508) (OCLC 887462224).
- Schumann, Waldszenen, Symphonische Etüden, Arabeske - Martin Helmchen, piano (2012, Pentatone PTC 5186452)
- Creating Timeless Classics. Œuvres de Robert Schumann, Tchaikovsky, Bach, Beethoven, Howard Blake (Martin Helmchen, Arabella Steinbacher, Nareh Arghamanyan, Mari Kodama, Julia Fischer, Russian National Orchestra, Concertgebouw Chamber Orchestra, Academy of St Martin in the Fields, Orchestre de la Suisse romande (2014, Pentatone PTC 5186531).
- Schubert, Trio avec piano D 929 ; Sonate Arpeggione - Antje Weithaas, violon ; Marie-Elisabeth Hecker, violoncelle ; Martin Helmchen, piano (février 2014, mai 2017, Alpha 284)